# Палатки
Палатки — селище в Україні, у Старовірівській сільській громаді Берестинського району Харківської області. Населення становить 863 осіб.

## Географія
Селище Палатки розташоване між річками Комишуваха та Берестовенька. На відстані 0,5 км розташоване село Слобожанське. Поруч проходять автошляхи міжнародного М18 та територіального значення Т 2118, залізнична лінія Мерефа — Красноград, на якій розташована станція Власівка.

## Населення

### Мова
Розподіл населення за рідною мовою за даними перепису 2001 року:
| Мова            | Кількість | Відсоток |
| --------------- | --------- | -------- |
| українська      | 487       | 56.43%   |
| російська       | 375       | 43.45%   |
| інші/не вказали | 1         | 0.12%    |
| Усього          | 863       | 100%     |

## Історія
Селище засноване 1925 року.
28 вересня 2017 року, в ході децентралізації, об'єднана з Старовірівською сільською  громадою.
17 липня 2020 року, в результаті адміністративно-територіальної реформи та ліквідації Нововодолазького району, селище увійшло до складу Красноградського (Берестинського) району.